# Brama Mikołajska w Krakowie
Brama Mikołajska – brama starego Krakowa wzniesiona prawdopodobnie w 1312, rozebrana w 1812 roku. Wchodziła w skład okołu i fortyfikacji miejskich. Bliźniacza budowla do Bramy Floriańskiej.
Brama Mikołajska zastąpiła niespełniającą już swojej roli Bramę Rzeźników na Gródku. Znajdowała się u wylotu ulicy Mikołajskiej obok obwarowanego Klasztoru Sióstr Dominikanek na Gródku. Była jedną z ośmiu bram średniowiecznego Krakowa, obok: floriańskiej, sławkowskiej, grodzkiej, wiślnej, szewskiej, nowej i pobocznej. Za jej obronę odpowiedzialny był cech rzeźników. Została rozebrana w 1812 roku.
Zgodnie z przekazem zawartym w Roczniku kapitulnym krakowskim, brama wraz z basztą miała zostać wzniesiona po stłumieniu buntu wójta Alberta przez Władysława Łokietka w miejscu domu wójta, zburzonego w ramach reperkusji po rewolcie. Z kolei Jan Długosz w swojej kronice dodaje, że w baszcie stacjonowała książęca załoga mająca za zadanie czuwanie nad miastem.

## Galeria

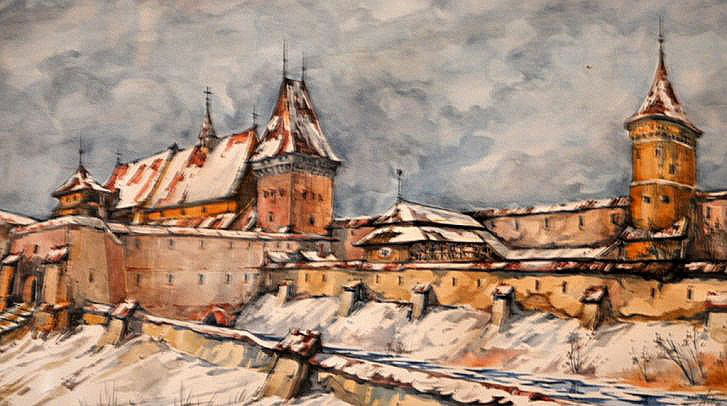
Brama Mikołajska ze średniowieczną strzelnicą Bractwa Kurkowego
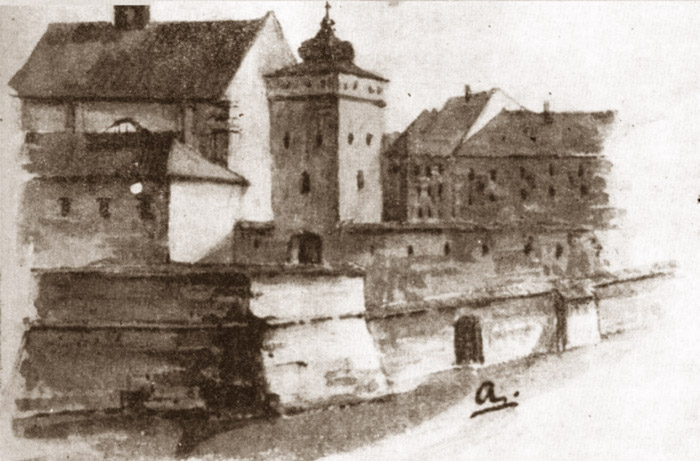
Brama Mikołajska (akwarela A. Płonczyński, XIX w.)
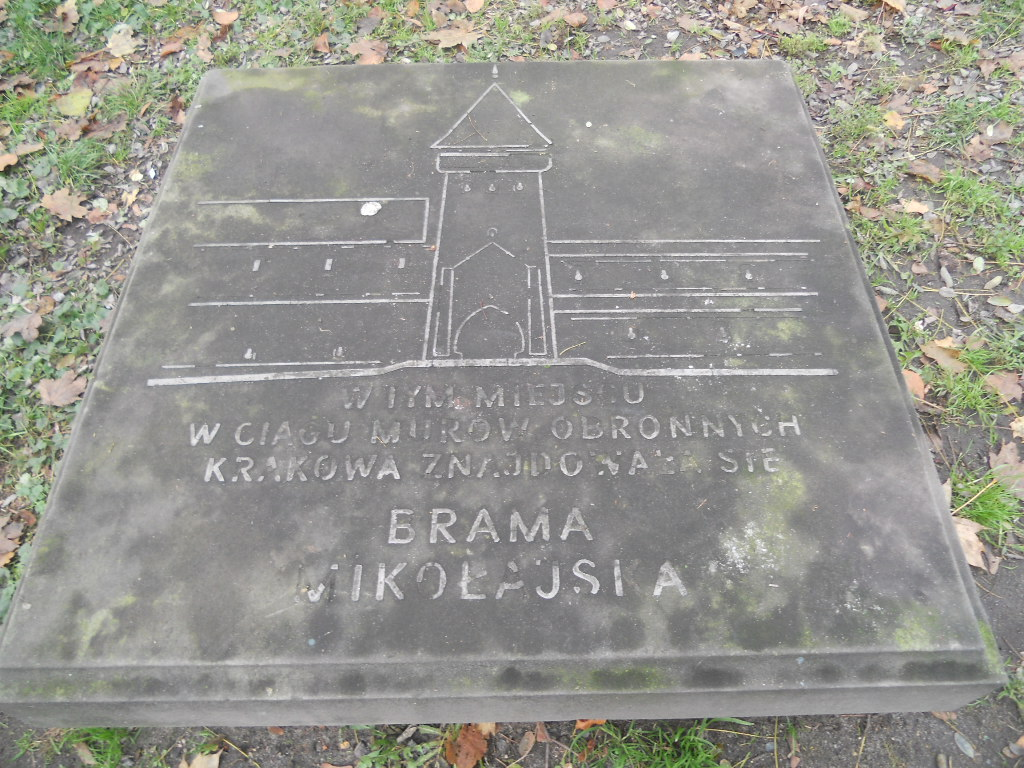
Tablica upamiętniająca Bramę Mikołajską